# Haplothrips hukkineni
Haplothrips hukkineni är en insektsart som beskrevs av Hermann Priesner 1939. Haplothrips hukkineni ingår i släktet Haplothrips, och familjen rörtripsar. Arten är reproducerande i Sverige.